# Абатестезія
Абатестезі́я (від грец. α — не, грец. βαθύς — глибокий, грец. αισθησις — відчуття) — клінічний симптом, сутністю якого є втрата м'язово-суглобової (або пропріоцептивної) чутливості.

## Фізіологія пропріорецептивних відчуттів
Ці відчуття належать до групи глибоких відчуттів, виникають через дію подразників на рецептори м'язів і суглобів. Периферичний пропріорецептивний аналізатор являє собою комплекс нервових закінчень безпосередньо у м'язовій і суглобовій тканинах. Останні з'єднуються з центром аналізатора за допомогою провідного шляху (чутливі нервові волокна), який проходить через спинний мозок, стовбур головного мозку до кори великого мозку.

## Причини і класифікація
Виникає:
- як неврогенна абатестезія при органічному ушкодженні пропріоцептивного аналізатора:

- центральна,
- провідникова,
- периферична.

- як психічна абатестезія:

- гіпоаутогностична, яка розвивається через значну психічну анестезію, пропріорецептивні відчуття, швидше за все, не розпізнаються, але не виключається й інше тлумачення — хворі сприймають саме дефіцит чутливості, причому вони виявляють його самостійно і безпосередньо. Пацієнти відчувають, що їхні рухи стали легкими, вони не можуть чітко сказати, особливо в темряві або при закритих очах, у якому становищі знаходяться їхні кінцівки. Хворі вочевидь не проявляють порушень рухової координації, хоча часто скаржаться на неточність рухів, невпевнену ходу, промазування, коли щось беруть рукою, тощо. Без суб'єктивних скарг пацієнтів це порушення, очевидно, залишилося б абсолютно невідомим, оскільки існуючі на сьогодні об'єктивні методи дослідження пропріоцептивних порушень не здатні виявити ураження.
- істерична, коли м'язово-суглобові відчуття не досягають порогу свідомості власного «Я» і тим самим не сприймаються, ймовірно, через дисоціативний розлад особистості, що вважаються властивим дисоціативно-конверсійному розладу (істерії).
- болюча психічна, при якій пацієнти скаржаться «ватність» в руках, ногах, в усьому тілі, що дуже часто помилково сприймається як симптом інших хвороб. Цей вид абатестезії з прогресуванням може трансформуватися у маячневий розлад або навіть в марення.

## Лікування
Не визначено на сьогодні. При неврогенних причинах застосовують вітаміни групи В, прозерин, актовегін тощо. При психічній абатестезії потрібна психіатрична допомога.